# بليرا
بليرا هي كومونا (بلدة) صغيرة في منطقة لاتسيو الشمالية بإيطاليا. وعُرفت خلال العصور الوسطى باسم بيدا، وهو شكل متطور من اسمها القديم، والذي تم ترميمه في القرن العشرين. وهي مسقط رأس البابا سابينيان. ويُعتقد أن البابا باسكال الثاني مسقط رأسه من هنا أيضا.
وهي تقع على لسان صخري طويل وضيق عند تقاطع وديان عميقين.

## تاريخ
في العصور القديمة ، كانت بليرا مدينة إتروسكان على طريق فيا كلوديا . و ما كانت ذات أهتمام كبير ، ولا يُعرف عنها إلا من قبل الجغرافيين وفي النقوش.
و في عام 772، دمرها اللومبارديون للملك ديزيديريوس. في القرنين الثالث عشر والخامس عشر ، كانت تنتمي إلى عائلة دي فيكو. و في عام 1247 دمرها جيش فريدريك الثاني . و في القرن الخامس عشر، استلمت عائلة أنغيلارابلدة بليرا من قبل البابا بونيفاس التاسع التي امتلكتها حتى عام 1572، باستثناء فترة قصيرة من عام 1465 كانت تحت السيطرة البابوية المباشرة. في وقت لاحق اتبعت تاريخ الولايات البابوية.

## المعالم السياحية الرئيسية
لا تزال بعض بقايا أسوار المدينة موجودة، وكذلك جسرين قديمين ، كلاهما ينتميان إلى طريق فيا كلوديا، والعديد من المقابر المحفورة في الصخر مع غرف صغيرة تحاكي الأشكال المعمارية للمنازل، وعوارض وروادف خشبية ممثلة بالنقوش البارزة.

### سيلفاسيكا دي بليرا
قام إريك بيرجرين و المعهد السويدي في روما بالتنقيب عن هيكل ريفي أو فيلا من الفترة الجمهورية في موقع سيلفاسيكا دي بليرا بين عامي 1965 و 1967، مع نشر النتائج الأولية في عام 1969. ويقع تل سيلفاسيكا على بعد حوالي 6كم جنوب غرب بليرا نفسها. و يتميز موقع الفيلا ببناء فناء يشتمل على صهريج مقبب رائع تم بناؤه باستخدام opus caementicium(خرسانة رومانية). وهناك أيضًا أدلة على أن الطين المعماري قد تم إنتاجه في الموقع. والآثار المترتبة على الفيلا نفسها تمت إعادة زيارتها مؤخرًا.

## روابط خارجية
- الموقع الرسمي نسخة محفوظة 29 ديسمبر 2021 على موقع واي باك مشين.
- جورج دينيس على بليرا (الفصل 17 من مدن ومقابر إتروريا )